# Ishwar Chandra Vidyasagar
Ishwar Chandra Vidyasagar, född den 26 september 1820, död den 29 juli 1891, var en bengalisk författare. 
Vidyasagar studerade från 9-årsåldern i Calcutta och blev 1850 head pandit vid Fort William College. Sitt litterära författarskap började han 1846, då The twenty-five tales of Betal utkom; de följdes av Sakuntala (1855) och The exile of Sita (1862). Genom dessa verk blev han jämte den berömde religionsstiftaren Ram Mohun Roy och ett par andra skapare av den bengaliska prosan. 
Vidyasagar framstår även som social skriftställare och reformator, särskilt i fråga om kvinnans uppfostran och ställning, i sammanhang med sitt föreståndarskap för en flickskola (från 1851); därjämte var han under en följd av år rektor (principal) vid Sanskrit College i Calcutta, varvid han hade rikt tillfälle att genom förenklad metod och i övrigt verka för vidgad kännedom om sanskrit bland sina landsmän. 
Sin socialreformatoriska 
verksamhet inledde han genom ett arbete, vari han livligt tog till orda för änkors rätt till omgifte, nämligen Remarriage of hindu widows (1855), som genom sin revolutionära tendens emot den ortodoxa brahmanismen väckte en storm av ovilja. Inte desto mindre lyckades han förmå den brittiska regeringen till promulgerande av en lag, som gav söner till omgifta hinduiska änkor arvsrätt (1856). Hans liv och verksamhet för övrigt karakteriseras av vidsynt verksamhet för tidsenliga reformer och storartad välgörenhet i den andliga odlingens tjänst.